# Richard Caborn
Richard Caborn, född 6 oktober 1943 är en brittisk Labourpolitiker. Han var parlamentsledamot för valkretsen Sheffield Central 1983-2010.
Han var miljö-, transport- och regionminister mellan 1997 och 1999. Därefter var han mellan 1999 och 2001 handels- och industriminister och från 2001 till 2007 sportminister. Han anses vara nära allierad med John Prescott. Han avgick som sportminister den 28 juni 2007 för att utses till Gordon Browns ambassadör för en möjlig ansökan om att arrangera Världsmästerskapet i fotboll 2018 i England.